# Communauté de communes du Pays du Vermandois
La communauté de communes du Pays du Vermandois est une communauté de communes française, située dans le département de l'Aisne.

## Historique
En 1984 est créée une association de développement local, la CADRE, qui rassemble 49 communes et est destinée à favoriser leur développement équilibré. En 1986, elle contractualise avec la région Picardie pour mener ce développement, et en 1988, met en place des ateliers pédagogiques personnalisés. Elle lance à la même époque une opération programmée d'amélioration de l'habitat (OPAH).
Cette association est à l'origine de la création en 1990 du syndicat intercommunal d'aménagement, de recherche et d'étude du Vermandois (le SIADRE), qui la remplace et poursuit les actions engagées à travers notamment du fonds de développement local du Conseil régional de Picardie en matière de développement économique, de l'équipement des communes, de l'animation, du développement touristique, de la formation/insertion et de l'habitat.
Afin de poursuivre et de développer l'action engagée, les communes se regroupent au sein de la communauté de communes du pays du Vermandois (CCPV), créée par un arrêté préfectoral du 31 décembre 1993,.
En 2010, la commune d'Holnon adhère à la communauté de communes.

## Territoire communautaire

### Géographie
Le Pays du Vermandois regroupe les communes des anciens cantons de Canton de Vermand, Bohain et du Catelet.
L'intercommunalité est essentiellement constituée de villages : seuls cinq communes dépassent mille habitants, dont deux sont des bourgs-centres qui dépassent 2 000 habitants.

### Composition
La communauté de communes est composée des 54 communes suivantes :

| Nom                    | Code Insee | Gentilé                      | Superficie (km2) | Population (dernière pop. légale) | Densité (hab./km2) |
| ---------------------- | ---------- | ---------------------------- | ---------------- | --------------------------------- | ------------------ |
| Bellicourt (siège)     | 02065      | Bellicourtois                | 9,77             | 561 (2022)                        | 57                 |
| Attilly                | 02029      | Attilliens                   | 11,81            | 345 (2022)                        | 29                 |
| Aubencheul-aux-Bois    | 02030      | Aubenchelois                 | 2,11             | 243 (2022)                        | 115                |
| Beaurevoir             | 02057      | Bellovisiens                 | 21,73            | 1 324 (2022)                      | 61                 |
| Beauvois-en-Vermandois | 02060      | Beauvoisiens ou Belluvisiens | 7,51             | 257 (2022)                        | 34                 |
| Becquigny              | 02061      | Becquignois                  | 4,67             | 263 (2022)                        | 56                 |
| Bellenglise            | 02063      | Bellenglisois                | 6,4              | 379 (2022)                        | 59                 |
| Bohain-en-Vermandois   | 02095      | Bohainois                    | 31,74            | 5 724 (2022)                      | 180                |
| Bony                   | 02100      | Bonyens                      | 7,98             | 139 (2022)                        | 17                 |
| Brancourt-le-Grand     | 02112      | Brancourtois                 | 13,14            | 558 (2022)                        | 42                 |
| Le Catelet             | 02143      | Catelésiens                  | 0,41             | 185 (2022)                        | 451                |
| Caulaincourt           | 02144      | Caulaincourtois              | 5,96             | 144 (2022)                        | 24                 |
| Croix-Fonsomme         | 02240      | Croisiens                    | 9,37             | 187 (2022)                        | 20                 |
| Douchy                 | 02270      | Douchyssois                  | 5,05             | 159 (2022)                        | 31                 |
| Estrées                | 02291      | Estrésiens                   | 7,04             | 408 (2022)                        | 58                 |
| Étaves-et-Bocquiaux    | 02293      | Étavois                      | 13,68            | 546 (2022)                        | 40                 |
| Étreillers             | 02296      | Étreillois                   | 8,69             | 1 176 (2022)                      | 135                |
| Fluquières             | 02317      | Fluquièrois                  | 5,24             | 198 (2022)                        | 38                 |
| Fontaine-Uterte        | 02323      | Fontainois                   | 5,77             | 135 (2022)                        | 23                 |
| Foreste                | 02327      | Forestois                    | 4,94             | 164 (2022)                        | 33                 |
| Francilly-Selency      | 02330      | Francillois                  | 5,43             | 512 (2022)                        | 94                 |
| Fresnoy-le-Grand       | 02334      | Fresnoysiens                 | 15,07            | 2 915 (2022)                      | 193                |
| Germaine               | 02343      | Germinois                    | 4,54             | 84 (2022)                         | 19                 |
| Gouy                   | 02352      | Gauvassiens                  | 17,6             | 570 (2022)                        | 32                 |
| Gricourt               | 02355      | Gricourtois                  | 9,92             | 1 000 (2022)                      | 101                |
| Hargicourt             | 02370      | Hargicourtois                | 8,12             | 551 (2022)                        | 68                 |
| Holnon                 | 02382      | Holnonais                    | 6,37             | 1 350 (2022)                      | 212                |
| Jeancourt              | 02390      | Jeancourtois                 | 5,82             | 253 (2022)                        | 43                 |
| Joncourt               | 02392      | Joncourtois                  | 7,25             | 326 (2022)                        | 45                 |
| Lanchy                 | 02402      | Lanchyacois                  | 3,69             | 38 (2022)                         | 10                 |
| Lehaucourt             | 02374      | Eguillais                    | 9,37             | 832 (2022)                        | 89                 |
| Lempire                | 02417      | Lempirois                    | 2,62             | 129 (2022)                        | 49                 |
| Levergies              | 02426      | Levergeois                   | 7,67             | 541 (2022)                        | 71                 |
| Magny-la-Fosse         | 02451      | Magnyfossiens                | 3,63             | 122 (2022)                        | 34                 |
| Maissemy               | 02452      | Maissemiacois                | 8,17             | 233 (2022)                        | 29                 |
| Montbrehain            | 02500      | Montbrehainois               | 9,9              | 813 (2022)                        | 82                 |
| Montigny-en-Arrouaise  | 02511      | Montignyaquois               | 9,77             | 317 (2022)                        | 32                 |
| Nauroy                 | 02539      | Nauroisiens                  | 6,27             | 672 (2022)                        | 107                |
| Pontru                 | 02614      | Russipontains                | 14,98            | 281 (2022)                        | 19                 |
| Pontruet               | 02615      | Pontruétois                  | 6,75             | 352 (2022)                        | 52                 |
| Prémont                | 02618      | Prémontois                   | 12,21            | 686 (2022)                        | 56                 |
| Ramicourt              | 02635      | Ramicourtois                 | 3,82             | 147 (2022)                        | 38                 |
| Roupy                  | 02658      | Roupéens                     | 5,9              | 238 (2022)                        | 40                 |
| Savy                   | 02702      | Savignons                    | 7,49             | 612 (2022)                        | 82                 |
| Seboncourt             | 02703      | Seboncourtois                | 11,8             | 1 085 (2022)                      | 92                 |
| Sequehart              | 02708      | Sequehartois                 | 6,38             | 211 (2022)                        | 33                 |
| Serain                 | 02709      | Serainois                    | 6,65             | 390 (2022)                        | 59                 |
| Trefcon                | 02747      | Trefconnais                  | 4,02             | 81 (2022)                         | 20                 |
| Vaux-en-Vermandois     | 02772      | Valois                       | 3,85             | 142 (2022)                        | 37                 |
| Vendelles              | 02774      | Vendellois                   | 5,28             | 122 (2022)                        | 23                 |
| Vendhuile              | 02776      | Vendolésiens                 | 10,96            | 574 (2022)                        | 52                 |
| Le Verguier            | 02782      | Virgultois                   | 4,28             | 215 (2022)                        | 50                 |
| Vermand                | 02785      | Vermandois                   | 15,75            | 1 102 (2022)                      | 70                 |
| Villeret               | 02808      | Villeretins                  | 3,95             | 268 (2022)                        | 68                 |

### Démographie
| 1968   | 1975   | 1982   | 1990   | 1999   | 2010   | 2015   | 2021   |
| ------ | ------ | ------ | ------ | ------ | ------ | ------ | ------ |
| 31 644 | 33 596 | 33 270 | 32 898 | 32 604 | 31 915 | 31 443 | 31 038 |

## Organisation

### Siège
Le siège social de la communauté de communes est situé à la Maison de Pays - Riqueval Rte Nationale 44, 02420 Bellicourt et le siège administratif est situé RD 1044, Hameau de Riqueval, 02420 Bellicourt.

### Élus
La communauté de communes est administrée par son conseil communautaire, composé en 2018 de 77 conseillers municipaux représentant chacune des  communes membres, répartis comme suit en fonction de leur population :

- 11 délégués pour Bohain-en-Vermandois ;

- 6 délégués pour Fresnoy-le-Grand ;

- 3 délégués pour Beaurevoir, Holnon ;

- 2 délégués pour Étreillers, Gricourt, Seboncourt et Vermand ; 

- 1 délégué et son suppléant pour les autres communes.
Afin de tenir compte des évolutions démographiques, la composition du conseil communautaire est modifié à compter des élections municipales de 2020 dans l'Aisne et est porté à 83 membres répartis de ma manière suivante : 

- 10 délégués pour Bohain-en-Vermandois ;

- 5 délégués pour Fresnoy-le-Grand ;

- 2 délégués pour Beaurevoir, Bellicourt, Brancourt-le-Grand, Étaves-et-Bocquiaux, Étreillers, Gouy, Gricourt, Hargicourt, Holnon, Lehaucourt, Montbrehain, Prémont, Savy, Seboncourt, Vermand ;

- 1 délégué ou son suppléant pour les autres communes.
À la suite des élections municipales de 2014 dans l'Aisne, le nouveau conseil communautaire a réélu son président, Marcel Leclère, maire de Bellicourt, et ses sept vice-présidents, qui, en 2019, sont : 
1. Thierry Cornaille, maire de Lempire , chargé de la politique de l'enfance-jeunesse ;
2. Francis Verdez, maire-adjoint de Vermand, chargé de la formation et de l'insertion par l'économie et l'emploi ;
3. Jean-Pierre Locquet, maire de Pontru, chargé de l'assainissement non collectif, de la gestion de l'équipe verte et de la voirie d'intérêt communautaire ;
4. Patrick Noiret, maire-adjoint de Bohain-en-Vermandois, chargé du suivi des travaux communautaires, de la politique de logement et du cadre de vie ;
5. Francis Passet, maire d'Aubencheul-aux-Bois, chargé de la collecte et du traitement des déchets ménagers et assimilés ;
6. Jean-François Chopin, maire-adjoint de Brancourt-le-Grand, chargé du développement touristique ;
7. Michel Collet, maire de Prémont, chargé du développement économique et numérique.

Le bureau, qui est l'exécutif de l'intercommunalité, est constitué  pour la mandature 2014-2020 du président, des 7 vice-présidents et de 14 autres conseillers communautaires.
À la suite du renouvellement intervenu lors des élections municipales de 2020, le conseil communautaire du 11 juillet 2020 a réélu son président, Marcel Leclère, maire de Bellicourt et désigné ses huit vice-présidents :
1. Francis Passet, maire d'Aubencheul-aux-Bois, chargé des déchets ménagers.
2. Jean-Pierre Locquet, maire de Pontru, chargé de l'assainissement non collectif et de la voirie communautaire.
3. Patrick Noiret, maire-adjoint de Bohain-en-Vermandois, chargé des travaux, de l'habitat et du cadre de vie.
4. Florent Risbourg, maire d'Holnon, chargé du développement économique.
5. Thierry Cornaille, maire de Lempire, chargé de la politique enfance-jeunesse.
6. Daniel Denivet, maire de Francilly-Selency, chargé du développement touristique.
7. Yann Rojo, maire de Bohain-en-Vermandois, chargé de l'emploi et de la formation.
8. Roland Varlet, maire de Gricourt, chargé de l'urbanisme.

Ils forment ensemble l'exécutif de l'intercommunalité pour le mandat 2020-2026

### Liste des présidents
| Période | Période                     | Identité       | Étiquette | Qualité                                                                       |
| ------- | --------------------------- | -------------- | --------- | ----------------------------------------------------------------------------- |
| 1994    | En cours (au 29 avril 2025) | Marcel Leclère | DVD       | Agent du Trésor Maire de Bellicourt (1983 → ) Réélu pour le mandat 2020-2026, |

### Compétences
L'intercommunalité exerce les compétences qui lui ont été transférées par les communes membres, dans les conditions déterminées par le code général des collectivités territoriales. Il s'agit de :
- Développement économique, emploi, formation et tourisme :
  - Zones d'activité reconnues d'intérêt communautaire (« le moulin Mayeux » à Bohain, « le champ des lavoirs » à Vermand)
  - Actions de développement économique d'intérêt communautaire (Promotion du potentiel économique du territoire, accompagnement des dispositifs d’aides au développement économique — à l’exception des garanties d’emprunts —, aides à l’immobilier d’entreprises, bâtiments destinés à l’accueil d’entreprises avec affectataire connu, pépinières d’entreprises) ;
  - Actions touristiques d’intérêt communautaire (Musée du Touage et Maison du Textile et leur signalisation touristique ; office de tourisme du Vermandois comprenant la commercialisation de produits ou services touristiques ; chemins de randonnées — les marais de Vermand ; Saint-Martin-des-Près ; les sources de la Somme ; le mémorial australien ; les berges du canal ; le val d’Omignon ; le berceau de l’Escaut ; l’ancienne voie romaine — ; assistance et conseil aux porteurs de projets ; aire de service campings cars à Riqueval ; participations aux structures de développement touristique ayant un rayonnement au moins égal au périmètre communautaire) ;
  - Actions en matière de formation, d’insertion par l’économique et d’emploi tels que Maison de l’emploi ;Plan Local pour l'Insertion et l'Emploi (PLIE) ; mission locale.
- Aménagement de l'espace communautaire : schéma de cohérence territoriale (SCOT), schéma de secteur et tout document d’orientation ou d’aménagement du territoire à l’échelle communautaire,  à l’exclusion des plans locaux d'urbanisme (PLU) et cartes communales, zones d'aménagement concerté (ZAC) de plus de 50 ha., projet de territoire du Vermandois, Schéma d'aménagement et de gestion des eaux (SAGE), création de zone de développement de l'éolien (ZDE) ;
- politique du logement et du cadre de vie d'intérêt communautaire : logements dont la communauté de communes est propriétaire ; procédures d’aménagement en faveur de propriétaires privés visant à l’amélioration de l’habitat par la rénovation du patrimoine immobilier, études relatives au logement conduites à une échelle supra communale ;
- Traitement des déchets ménagers et assimilés ;
- Service public du contrôle de l'assainissement non collectif (SPANC) ;
- Politique de l'enfance : haltes garderies, contractualisation en faveur de l’enfance et de la jeunesse avec la CAF et/ou la Direction départementale de la jeunesse er des sports, accueil de Loisirs Sans Hébergement durant les vacances scolaires estivales (hors entretien et fluides des locaux), foyer rural itinérant en direction des adolescents : actions liées à la mise en place et au fonctionnement d’un adobus.
- Soutien financier aux écoles de musique  de Vermand et de Bohain ;
- Abonnements Internet pour les écoles primaires et maternelles ;
- Animation des sites de technologie, d'Information et de communication ;
- Fournitures scolaires pour les psychologues scolaires et les réseaux d'aides aux enfants en difficulté ;
- Numérisation des cadastres ;
- Pôle d'excellence rurale ;
- Participations financières versées aux collèges du territoire pour l'organisation de voyages scolaires à l'étranger ;
- Groupements d'achats communaux ;
- Voirie reconnue d'intérêt communautaire ;
- Sécurité et prévention de la délinquance : définition des objectifs et des actions concertées en matière de prévention de la délinquance et des incivilités, de lutte contre les dépendances et les actes de violence, dans le cadre du conseil de sécurité et de prévention de la délinquance du Pays Saint-Quentinoi ;
- plan de mise en accessibilité de la voirie et des aménagements des espaces publics.

### Régime fiscal et budget
La communauté de communes est un établissement public de coopération intercommunale à fiscalité propre.
Afin de financer l'exercice de ses compétences, l'intercommunalité perçoit la fiscalité professionnelle unique (FPU) – qui a succédé à la taxe professionnelle unique (TPU) – et assure une péréquation de ressources entre les communes résidentielles et celles dotées de zones d'activité.
Elle perçoit également une redevance d'enlèvement des ordures ménagères (REOM), qui finance le fonctionnement de ce service public.
Elle ne verse pas de dotation de solidarité communautaire (DSC) à ses communes membres.

### Effectifs
Pour exercer ses compétences, l'intercommunalité dispose en 2018 de 79 agents (dont 45 femmes), 5 postes non pourvus et 60 animateurs saisonniers en cours d'année..